# 김훈 (종합격투기 선수)
김훈(1980년 1월 11일 ~ )은 대한민국의 종합격투기 선수이다.

## 종합격투기 경력

### 어린 시절 및 초기 활동
초등학교 시절에는 거의 매일 싸웠다. 중학교에 가자 갑자기 성장이 멈췄고, 그보다 더 커진 친구들은 그에게 복수를 하려했다. 하지만 그는 결코 물러서지 않았다. 당시 그는 불리하다고 해도 절대 어려운 경기를 피하지 않는 근성을 배웠다.
2004년 여름, 20대 중반이었던 그는 김미파이브라는 국내 종합격투기 단체의 대회를 텔레비젼을 통해 보다가 주최 측에 오디션을 보고 싶다는 의향을 전했고, 이에 주최 측은 긴급 대체 선수로 바로 출전해 보지 않겠냐는 제의를 했다. 그는 비보이 댄서로 활약하며 웨이트 트레이닝을 하는 정도였을 뿐, 격투기 훈련 경험이 전혀 없었음에도 불구하고 용감히 그 제안을 받아들였고, 타고난 파워와 운동 능력을 이용해 승리를 거두었다. 이후 그는 본격적으로 프로 종합격투가로서의 삶을 선택,  리얼 리듬, M-1, 스피릿 MC, 판크라스 등의 국내외 단체에서 활동하며 '국산 노게이라'란 별명을 가진 대한민국 최고의 그래플러 중 한 명으로 성장했다.

### 레전드 FC
2010년, 챔피언 벨트를 허리에 두를 꿈을 안고 홍콩 최초의 종합격투기 단체 레전드 FC에 진출했다. 꿈을 이루지는 못했지만 7전 전승의 로버트 휘태커를 상대로 1라운드 서브미션 승을 거둔 점은 대단한 수확이었다. (휘태커는 2012년 UFC에 진출, 마이크 로즈, 클린트 헤스터, 브래드 타바레스, 유라이어 홀, 하파엘 나탈, 데릭 브런슨, 호나우도 소우자를 모두 이기고, 요엘 로메로까지 이기며 2017년 잠정 UFC 미들급 챔피언에 올랐다.)

### 로드 FC
2013년, 일본의 레전드 파이터 미노와맨을 상대로 로드 FC 데뷔전을 치렀지만, 1라운드 3분 38초 만에 라이트 카운터에 KO 패 했다.
2014년, 로드 FC 018 대회에서 UFC 출신의 브라질 파이터 루이스 라모스를 상대로 무승부를 기록했다.
2017년 7월 15일, 로드 FC 040 대회에서 일본의 후쿠다 리키를 상대로 2라운드 2분 38초 만에 TKO 승을 거두며 챔피언십에 한발자국 다가서게 되었으며, 10월 28일, 로드 FC 043 대회에서 최영과 장점 로드 FC 미들급 챔피언십을 치르게 되었다. 최영과의 잠정 챔피언십은 4대 로드 FC 미들급 챔피언 차정환이 부상으로 인해 최영을 상대로 리매치가 되는 방어전을 계속해서 치르지 못하게 되면서 이루어졌다. 이 장점 챔피언십에서 김훈은 계체량 실패로 라운드 당 10점이라는 감점을 안고 케이지에 올라야 했고, 오직 KO 승 만을 노리며 경기에 임했지만, 판정까지 가며 결국 패했다. 경기 후 김훈은 SNS를 통해 팬들에게 계체량 실패에 대한 사죄를 구했고, 14년 간의 선수생활을 마감한다고 밝혔다. 그리고 선수 생활 동안 챔피언 벨트를 한번도 둘러보지 못한 것에 대한 아쉬움을 털어놓았고, 앞으로 후배 양성에 힘쓰겠다고 전했다.

## 전적
| 프로 종합격투기 전적 | 프로 종합격투기 전적 | 프로 종합격투기 전적 | 프로 종합격투기 전적 | 프로 종합격투기 전적 | 프로 종합격투기 전적 | 프로 종합격투기 전적 | 프로 종합격투기 전적 |
| -------------------- | -------------------- | -------------------- | -------------------- | -------------------- | -------------------- | -------------------- | -------------------- |
| 25 시합              | (T)KO                | 항복                 | 판정                 | 실격                 | 그 밖                | 비김                 | 무효                 |
| 10 승                | 5                    | 4                    | 1                    |                      |                      | 2                    | 1                    |
| 12 패                | 5                    | 3                    | 4                    |                      |                      | 2                    | 1                    |

### 종합격투기 전적
| 결과 | 누적 전적   | 상대                 | 방법                          | 대회명                                                    | 라운드 | 시간 | 날짜       | 장소       | 비고                         |
| ---- | ----------- | -------------------- | ----------------------------- | --------------------------------------------------------- | ------ | ---- | ---------- | ---------- | ---------------------------- |
| 패   | 10-12-2 (1) | 최영                 | 판정 (0-3)                    | Road FC 043                                               | 3      | 5:00 | 2017.10.28 | 대한민국   | 장점 로드 FC 미들급 챔피언십 |
| 승   | 10-11-2 (1) | 후쿠다 리키          | TKO (펀치 연타)               | Road FC 040                                               | 2      | 2:38 | 2017.07.15 | 대한민국   | 미들급 매치                  |
| 패   | 9-11-2 (1)  | 모이제 림본          | 서브미션 (암록)               | PRO Fighting 10                                           | 1      | 4:56 | 2015.05.09 | 대만       | 미들급 매치                  |
| 무   | 9-10-2 (1)  | 루이스 라모스        | 판정 (0-0)                    | Road FC 018                                               | 3      | 5:00 | 2014.08.30 | 대한민국   | 웰터급 매치                  |
| 패   | 9-10-1 (1)  | 미노와맨             | KO (펀치)                     | Road FC 013                                               | 1      | 3:38 | 2013.10.12 | 대한민국   | 웰터급 매치                  |
| 패   | 9-9-1 (1)   | 나카무라 게이타      | TKO (손 부상)                 | Legend FC 8                                               | 1      | 5:00 | 2012.03.30 | 홍콩       | 웰터급 매치                  |
| 승   | 9-8-1 (1)   | 로버트 휘테커        | 서브미션 (트라이앵클 초크)    | Legend FC 6                                               | 1      | 3:01 | 2011.10.30 | 홍콩       | 웰터급 매치                  |
| 패   | 8-8-1 (1)   | 로드니 맥스웨인      | 판정 (0-3)                    | Legend FC 4                                               | 5      | 5:00 | 2011.01.27 | 홍콩       | 웰터급 매치                  |
| 승   | 8-7-1 (1)   | 저스틴 머레이        | TKO (플라잉 니킥 & 펀치 연타) | Legend FC 3                                               | 1      | 0:22 | 2010.09.24 | 홍콩       | 웰터급 매치                  |
| 패   | 7-7-1 (1)   | 야마미야 게치로      | 판정 (0-2)                    | Pancrase: Passion Tour 7                                  | 2      | 5:00 | 2010.08.08 | 대한민국   |                              |
| 무   | 7-6-1 (1)   | 다카세 다이쥬        | TKO (파운딩)                  | Pancrase: Passion Tour 4                                  | 2      | 5:00 | 2010.04.29 | 대한민국   |                              |
| 승   | 7-6-0 (1)   | 오호리 류지          | 서브미션 (암바)               | Pancrase: Passion Tour 1                                  | 1      | 3:36 | 2010.02.07 | 싱가포르   |                              |
| 승   | 6-6-0 (1)   | 루보미르 게드예프    | 서브미션 (트라이앵클 초크)    | AOW 15: Ueyama vs. Aohailin                               | 1      | 8:58 | 2009.11.28 | 싱가포르   |                              |
| 패   | 5-6-0 (1)   | 사토 다노리          | 서브미션 (암바)               | Pancrase: Changing Tour 3                                 | 1      | 4:26 | 2009.06.07 | 필리핀     |                              |
| 패   | 5-5-0 (1)   | 라드미르 가브둘린    | 서브미션 (트라이앵클 초크)    | Pancrase: Changing Tour 3                                 | 2      | 0:35 | 2009.01.11 | 대한민국   |                              |
| 승   | 5-4-0 (1)   | 김호진               | KO (펀치)                     | Spirit MC 18: The Champion                                | 1      | 4:27 | 2008.08.31 | 대한민국   | 미들급 매치                  |
| 패   | 4-4-0 (1)   | 우리타 고조          | TKO (펀치 연타)               | MARS 11: 2nd Anniversary                                  | 2      | 1:41 | 2007.04.15 | 인도네시아 | 미들급 매치                  |
| 무효 | 4-3-0 (1)   | 우리타 고조          | 무효 (우발적인 사타구니 가격) | MARS 7: Tornado Returns                                   | 1      | 0:00 | 2007.04.15 | 도쿄       | 미들급 매치                  |
| 패   | 4-3-0       | 아마르 슬로예프      | TKO (펀치 연타)               | M-1 MFC - Russia vs. Korea                                | 1      | 4:35 | 2007.01.20 | 싱가포르   |                              |
| 패   | 4-2-0       | 자비에르 포우파 포캄 | 판정 (0-3)                    | Real Rhythm - 3rd Stage                                   | 2      | 2:45 | 2006.03.04 | 대한민국   |                              |
| 승   | 4-1-0       | 앤소니 네츨러        | TKO (펀치 연타)               | Real Rhythm - 2nd Stage                                   | 2      | 0:00 | 2005.11.19 | 대한민국   |                              |
| 패   | 3-1-0       | 설보경               | 서브미션 (길로틴 초크)        | Gimme Five: Motorola Heavyweight Tournament Quarterfinals | 3      | 5:00 | 2004.09.10 | 태국       |                              |
| 승   | 3-0-0       | 정정섭               | 판정 (3-0)                    | Gimme Five: Motorola Heavyweight Tournament Opening Round | 3      | 1:39 | 2004.09.04 | 대한민국   |                              |
| 승   | 2-0-0       | 최재원               | 서브미션 (길로틴 초크)        | Gimme Five: Motorola Heavyweight Tournament Opening Round | 2      | 2:40 | 2004.08.28 | 대한민국   |                              |
| 승   | 1-0-0       | 김대석               | 테크니컬 판정 (3-0)           | Gimme Five                                                | 2      | 1:49 | 2004.06.05 | 일본       |                              |